# 2025년 자파르 익스프레스 납치
2025년 자파르 익스프레스 납치는 2025년 3월 11일 약 440명을 태운 자파르 익스프레스 열차가 파키스탄 발루치스탄 지역에서 발루치스탄 해방군(BLA)에 의해 납치됬던 사건이다. 당시 자파르 익스프레스는 퀘타에서 페샤와르로 가던 길이었다. 보도에 따르면 공격자들은 기차에 총격을 가하기 전에 터널과 기차 선로에서 폭발물을 터뜨렸다고 한다. 또 관계자에 따르면, 이 공격으로 군인 8명과 사살된 공격자 전원(33명)을 포함해 최소 71명이 사망하고 37명이 부상당했다. 발루치스탄 해방군(BLA)은 발루치인 정치범들을 석방하지 않으면 인질들을 "처벌"할 것이라는 48시간 최후 통첩을 내렸지만, 인질의 일부는 석방했다. 이후 파키스탄 철도는 발루치스탄과 펀자브주 및 신드주 지방 간의 열차 운행을 일시적으로 중단했다.
3월 11일부터 12일까지 파키스탄 군대는 납치된 열차에 대한 여러 차례의 급습을 감행하여 결국 346명의 인질을 구출하고 BLA 공격자 33명을 전원 사살했다. 셰바즈 샤리프 총리는 이 공격을 "비겁한 행위"라고 비난하고, 희생자 가족들에게 조의를 표했으며, 위기가 해결된 후 BLA구성원들은 "지옥으로 보내졌다"고 말했다. BLA에 의한 민간인 공격은 다양한 세계적 인물들로부터 비난을 받았고, 테러리즘에 맞서 파키스탄을 지지한다는 의사를 표명했다. 공격 이후 파키스탄 철도는 유사한 공격을 예방하기 위해 전국의 다양한 철도 시스템에 순찰력을 강화하고 승객과 운송 차량을 보다 철저히 검사하는 계획을 시행했다.

## 배경
발루치스탄 주는 늦어도 1947년 이후 발루치 분리주의자들과 이슬람 무장 단체들이 파키스탄 정부(government of Pakistan)를 상대로 반란과 분쟁을 일으켜 온 지역이다. 이 지역은 극심한 빈곤과 열악한 기반 시설을 겪고 있다. 2001년 이후 무장 단체들은 주요 개발 사업이 다른 주에 더 큰 이익을 줄 것이라고 판단하여 이를 저지하기 위한 폭력적 캠페인을 벌여왔다.
발루치스탄 해방군(Balochistan Liberation Army, BLA)은 2000년에 결성된 발루치 민족주의 단체이다. 조직원들은 이 단체의 목표가 파키스탄으로부터의 독립과 이 지역의 천연자원, 특히 석유와 광물에 대한 통제권을 확보하는 것이라고 밝혔다. 이 단체는 과거 민간인과 주로 파키스탄 보안군을 대상으로 공격을 감행했다. 파키스탄 정부는 2006년 공식적으로 BLA를 금지시켰다. 이후 이 단체는 다수의 테러 공격을 감행하여 많은 사망자를 발생시켰으며, 2025년 열차 납치 사건 이전에 있었던 가장 최근의 공격은 2024년 11월 퀘타 기차역에서 발생한 자살 폭탄 테러로, 이 사건으로 32명이 사망했다.

## 납치
2025년 3월 11일 오전 9시, 자파르 익스프레스 여객열차가 퀘타를 출발하여 약 1,600km(990마일) 거리의 페샤와르로 향했다. 열차에는 군인들을 포함해 약 450명의 승객이 탑승한 것으로 보고되었다. 공격에 앞서 발루치스탄 해방군(BLA)은 열차가 산악 지역에서 멈추도록 철도를 사보타주했다. 퀘타에서 약 157km(98마일), 시비(Sibi)에서 서쪽으로 약 21km(13마일) 떨어진 터널 8번 내부, Pehro Kunri역과 Mushkaf역 사이에서 BLA가 열차를 탈취했다. 이들은 철도에 폭발물을 설치해 폭파한 후 열차를 향해 사격을 가했다.
열차에는 경찰과 준군사 조직 인력이 소수만 호위하고 있었으며, 한 목격자는 "수백 명"의 무장 반군이 선로를 포위했다고 전했다. 방어군은 1시간 30분 이상 공격자들과 교전을 벌이며 저항했지만, 결국 탄약이 바닥나 무력화되었다.
공격 도중 자살 폭탄 조끼를 착용한 무장 대원들이 열차에 탑승해 남성과 여성을 분리하고 신분증을 확인했다. 공격자들은 노인과 여성에게는 위해를 가하지 않았다. 열차가 외딴 산악 지역에서 탈취된 탓에 인질들의 운명은 즉시 파악되지 않았다. 발루치스탄 주 정부 대변인 Shahid Rind에 따르면, 지형이 험난해 당국이 신속히 접근할 수 없는 상황이었다. 파키스탄 철도청은 이에 대응해 발루치스탄주과 펀자브주, 신드주 지역 간 열차 운행을 일시 중단했다.
BLA는 공격의 배후를 자처하며, 휴가를 떠나던 파키스탄 군인을 포함해 50명 이상의 법 집행 기관(LEA) 요원과 50명의 인질이 사망했다고 주장했다. 인질들은 대부분 LEA 요원과 비(非)발루치 민간인들이었다. 무장 대원들은 열차 내 보안 인력을 철저히 감시하며, 당국이 직접 인질을 구출하려는 시도를 하지 말라고 경고했다. 일부 반군들은 자살 폭탄을 장착한 채 인질들 곁에 앉아 있어, 구출 작전을 더욱 어렵게 만들었다.
BLA 대변인 Jeeyand Baloch는 열차 인질과 수감 중인 반군의 교환을 제안했다. BLA는 발루치스탄 거주자, 노인, 여성, 어린이 등 일부 민간인 인질들을 석방했으나, 정부 관계자 및 라마단을 위해 펀자브로 귀향 중이던 군 휴가자들은 억류했다. 같은 날, BLA는 파키스탄 정부에 48시간 내에 발루치 운동 관련 정치범들을 무조건 석방하라는 최후통첩을 발표했다. 다음 날, 기한이 만료될 경우 매시간마다 인질 5명을 처형하겠다고 위협했다. 파키스탄 당국은 해당 지역에 인터넷과 이동통신망이 없어 아직 열차 내 누구와도 연락이 닿지 않는 상태라고 밝혔다.
파키스탄 보안군은 사건 현장에서 대규모 반격 작전을 개시했다. 첫 번째 공격에서 보안군은 반군 27명을 사살하고, 104명의 승객을 구출했다. 구출된 인원은 남성 58명, 여성 31명, 어린이 15명이었다. 이후 보안군은 또 다른 교전을 벌이며 추가로 155명의 인질을 해방시켰다.
파키스탄 군에 따르면, 2025년 3월 12일 인질극이 종료되었으며, 총 346명의 인질이 구조되었다. 파키스탄 당국은 BLA가 여성과 어린이를 인간 방패로 사용했다고 비난했으나, BLA 측은 이를 부인했다.
열차 탈취 사건 이후, 파키스탄 철도청은 전국 철도역의 보안 순찰을 강화하고, 엄격한 검사를 통해 승객들의 열차 접근을 제한했으며, 운송 차량에 대한 검문을 더욱 철저히 시행했다. 또한, 철도 경찰 인력이 부족하다는 점을 인식하고, 향후 몇 개월 동안 추가 인력을 채용하는 계획을 수립했다.
당국은 이번 공격으로 승객 30명, 반군 33명, 군인 8명이 사망했다고 확인했다. 파키스탄 인권운동가 마마 카디르(Mama Qadeer)는 공격 중 30명 이상의 보안 요원이 사망했다고 보고했다. 승객 17명과 보안 요원 3명이 부상을 입었다. 초기 보고에서는 열차 기관사가 치명적인 부상을 입었다고 전해졌으나, 이후 공개된 영상에서 그는 생존해 건강한 상태임이 확인되었다.

## 반응

### 파키스탄
파키스탄 지도자들은 자파르 익스프레스 납치 사건에 대해 강력한 반대 의사를 표명했으며, 아시프 알리 자르다리 대통령은 BLA로부터 승객들을 구출한 자국 보안군을 칭찬했다. 셰바즈 샤리프 총리는 발루치스탄의 발전을 방해하는 "비겁한 테러리스트"들을 보안군이 소탕할 수 있기를 바라며, 그들을 발루치스탄 발전의 적으로 간주했다.
샤리프 총리는 X를 통해 발루치스탄 주 주총리 Sarfraz Bugti와 사건에 대해 논의했으며, 이번 사건을 "비겁한 행위"라고 규탄했다. 또한 공격 다음 날 연설에서 이는 국가의 "평화를 향한 결의"를 꺾을 수 없다고 강조했다. 그는 "순국자들의 가족들에게 애도를 표하며, 생존자들의 빠른 회복을 기원한다"고 말하며, 반군들이 "지옥으로 보내졌다"고 덧붙였다.
파키스탄 내 여러 주요 정치인들도 공격을 강력히 비판했다. 내무부 장관 Mohsin Naqvi, 신드 주 내무부 장관 Zia Ul Hassan Lanjar, 상원의장 유사프 라자 길라니, 국회의장 Sardar Ayaz Sadiq 등이 이번 사건을 직접 규탄했다.
철도부 장관 하니프 아바시(Hanif Abbasi)는 BLA의 이번 공격이 치밀하게 계획된 외국의 음모라고 주장했다. 그는 모든 승객이 구조되었음을 확인했으나, 구체적인 구조 과정에 대해서는 언급을 피하고 단지 구조 열차가 도착해 승객들을 지원했다고만 밝혔다.
펀자브 주지사 사르다르 살림 하이더 칸(Sardar Saleem Haider Khan) 또한 공격을 규탄하며, 민간인을 표적으로 삼은 반군들을 비인도적이라고 비난하고 부상자들의 빠른 회복을 기원했다. 파키스탄 정의운동 지도자 아사드 카이저(Asad Qaiser)는 이번 공격에 우려를 표하면서도, 발루치스탄의 잘못된 정부 정책이 이 같은 사태를 초래했다고 주장했다.
X에서 파키스탄 인권위원회(Human Rights Commission of Pakistan)는 이번 공격에 대해 "심각한 우려"를 표하며, 발루치스탄 시민들이 겪는 문제를 해결하기 위한 "인권 중심적이고, 국민 친화적인 긴급 합의"와 평화적인 정치적 해결책이 필요하다고 촉구했다.
파키스탄 인민당 대표이자 디지털 미디어 책임자인 우마르 레흐만 말릭(Umar Rehman Malik)은 이번 공격을 강력히 규탄하며, "이러한 비겁한 행위가 결코 파키스탄의 정신을 꺾거나 테러에 맞서는 국가의 확고한 의지를 약화시키지 못할 것"이라고 강조했다. 그는 희생자와 그 가족들에게 애도를 표하며, 보안군의 신속한 대응을 높이 평가했다. 성명에서 그는 "희생자와 그 가족들을 위해 기도하며, 모든 인질이 무사히 구조되고 부상자들이 신속히 회복되기를 바란다. 이 끔찍한 공격의 가해자들은 반드시 법의 심판을 받아야 한다. 파키스탄은 결코 테러에 굴복하지 않을 것이다. 인샬라(Inshallah)."라고 말했다.

## 이후
해당 사건 이후 닷새만에 발루치스탄주 노스키 지역에서 파키스탄 국경 수비대가 탑승한 7대의 버스 중 한대에 폭발물을 담은 차량이 일부로 충돌해 최소 5명이 숨지고 35명이 다쳤다.

## 같이 보기
- 발루치스탄 분쟁